# Tsumoite
La tsumoite è un minerale.